# Вестфальская низменность
Вестфальская низменность (Вестфальский бассейн) — равнинный ландшафт, преимущественно находящийся в пределах немецкого региона Вестфалия, хотя небольшие районы также находятся в пределах Северного Рейна (на крайнем юго-западе) и в Нижней Саксонии (на северной периферии). Вместе с соседней равниной Нижнего Рейна на западе он представляет собой второй самый южный регион Северогерманской равнины после Кельнского залива. На немецком языке он также известен как Вестфальский залив (Вестфальский залив), Мюнстерландер или Вестфальские Тифланды - или Флахландсбухт (Мюнстерланд или Вестфальская низменность или равнина).
Вестфальская низменность состоит из отдельных районов Мюнстерланда, Эмшерланда на (западном) юге и регионов еще дальше на юг, которые примыкают к Зауэрланду вокруг Хелльвега.
Вестфальская низменность классифицируется как основная группа единиц в пределах природных регионов Германии и занимает 54-е место в Справочнике природных региональных подразделений Германии (Handbuch der naturräumlichen Gliederung Deutschlands) и регион D34 в системе BFN; оба используют одни и те же границы.